# رخلیکی
رخلیکی (به لهستانی:  Rychliki) یک روستا در لهستان است که در گمینا رخلیکی واقع شده‌است. رخلیکی ۸۰۵ نفر جمعیت دارد.

## خواهرخوانده
شهر کرپه (اشتاینبرگ) خواهرخواندهٔ رخلیکی هست.